# マルタン・ジェトゥ

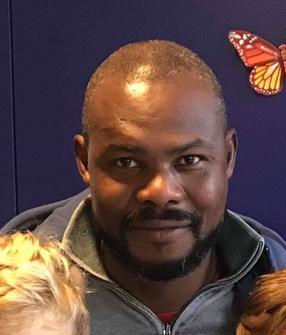
マルタン・ジェトゥ

マルタン・ジェトゥ（Martin Djetou, 1974年12月15日 - ）は、コートジボワール・アビジャン出身の元フランス代表のサッカー選手。ポジションはDF。

## 経歴
RCストラスブールを経て、ASモナコに移籍。リリアン・テュラムの後釜として期待に違わぬ活躍を見せ、1997年にはリーグ優勝も経験した。2001年、イタリアのパルマACに移籍、ここでもテュラムが去った後のディフェンスラインを任されるも、チームの不振とともに低迷した。しかし、2002年にイングランドのフラムFCへレンタルされると、まずまずの働きを見せた。フラムは完全移籍を望んだもののパルマが拒否、結局2シーズンのレンタル後にパルマへ復帰するも、2005年にOGCニースへと放出された。
その後、再びイングランドへ渡り、ボルトン・ワンダラーズFCでプレーするが活躍はできず、2006年1月に契約を解除される。母国へ復帰したジェトゥはフランス2部のFCイストルへ移籍。イストルとの契約が切れると、リーズ・ユナイテッドFCのトライアルを受けるも合意に至らなかった。2007年1月、フランス5部に所属するSCシルティゲイムと契約を結び、現在はアマチュアとしてプレーしている。
フランス代表として6試合に出場している。

## 所属クラブ
- RCストラスブール 1992-1996
- ASモナコ 1996-2001
- パルマAC 2001-2004

→  フラムFC 2002-2004 (loan)
- OGCニース 2005
- ボルトン・ワンダラーズFC 2005-2006
- FCイストル 2006
- SCシルティゲイム 2007

## タイトル
- ASモナコ

リーグ・アン(2):1996-97, 1999-2000
- パルマAC

コパ・イタリア(1) :2002